# 19348 Cueca
19348 Cueca (tên chỉ định: 1997 CL12) là một tiểu hành tinh vành đai chính. Nó được phát hiện bởi dự án Spacewatch ở Đài thiên văn quốc gia Kitt Peak ở Arizona ngày 3 tháng 2 năm 1997. Nó được đặt theo tên cueca, điệu nhảy quốc gia Chile.